# گوهدپور
گوهدپور (به انگلیسی: Gohad Pur) یک منطقهٔ مسکونی در پاکستان است که در پنجاب واقع شده‌است.